# Westminster (Vermont, Town)
Westminster ist eine Town im Windham County des Bundesstaates Vermont in den Vereinigten Staaten mit 3.016 Einwohnern (laut Volkszählung von 2010).

## Geografie

### Geografische Lage
Westminster liegt am Westufer des Connecticut River an der Grenze zum US-Bundesstaaten New Hampshire. Das Gebiet der Town ist hügelig, ohne große Erhebungen. Die höchste ist der Wellington Hill mit 313 m Höhe. Einige kleinere Flüsse durchfließen die Town, sie münden alle im Connecticut River.

### Nachbargemeinden
Alle Entfernungen sind als Luftlinien zwischen den offiziellen Koordinaten der Orte aus der Volkszählung 2010 angegeben.
- Norden: Rockingham, 3,2 km
- Osten: Walpole, NH, 11,7 km
- Südosten: Westmoreland, NH, 9,3 km
- Süden: Putney, 3,6 km
- Südwesten: Brookline, 11,6 km
- Nordwesten: Athens, 10,2 km

### Klima
Die mittlere Durchschnittstemperatur in Westminster liegt zwischen −7 °C (19 °Fahrenheit) im Januar und 20,5 °C (69 °Fahrenheit) im Juli. Die Schneefälle zwischen Oktober und Mai bei einem Spitzenwert im Januar von 40 cm (16 inch) liegen mit rund zwei Metern etwa doppelt so hoch wie die mittlere Schneehöhe in den USA. Die tägliche Sonnenscheindauer liegt am unteren Rand des Wertespektrums der USA.

## Geschichte
Die Gemeinde ist eine der vier ältesten towns auf dem Gebiet des heutigen Vermont. Bereits 1734 wurde sie zusammen mit drei anderen Gebieten entlang des östlichen Ufers des Connecticut River gegründet; damals noch unter der Bezeichnung Township No. 1 (gelegentlich auch als New Taunton) unter der Verwaltung der Massachusetts Bay Colony. Zu ersten dauerhaften Ansiedlungen kam es aber erst 1751. Am 9. November 1752 wurde die town als Teil der New Hampshire Grants durch Gouverneur Benning Wentworth unter dem Namen Westminster erneut ausgerufen; dieses Datum gilt heute als offizielles Gründungsdatum der Gemeinde.
1762 wurde durch ein königliches Dekret der Connecticut River als Grenze zwischen den Staaten New York und New Hampshire festgelegt. Daraufhin wurde Westminster dem damals bereits bestehenden Cumberland County unter der Verwaltung New Yorks zugeschlagen. Da der New Yorker Gouverneur die von den Siedlern an New Hampshire gezahlten Grundstückskäufe nicht anerkannte und, wie in den anderen betroffenen towns auch, erneute, höhere Zahlungen an die Verwaltung New Yorks verlangte, kam es auch in Westminster zu langanhaltenden Aufständen. Bei diesen Aufständen kam es unter anderem zum sogenannten Westminster Massacre, einem Sturm auf das Gerichtsgebäude, bei dem 1775 ein Mann getötet und ein weiterer tödlich verletzt wurde. Im selben Gerichtshaus wurde im Januar 1777 die Unabhängigkeit Vermonts als Vermont Republic ausgerufen, die bis zum Beitritt Vermonts zum Bündnis der Vereinigten Staaten von Amerika 1791 Bestand hatte.

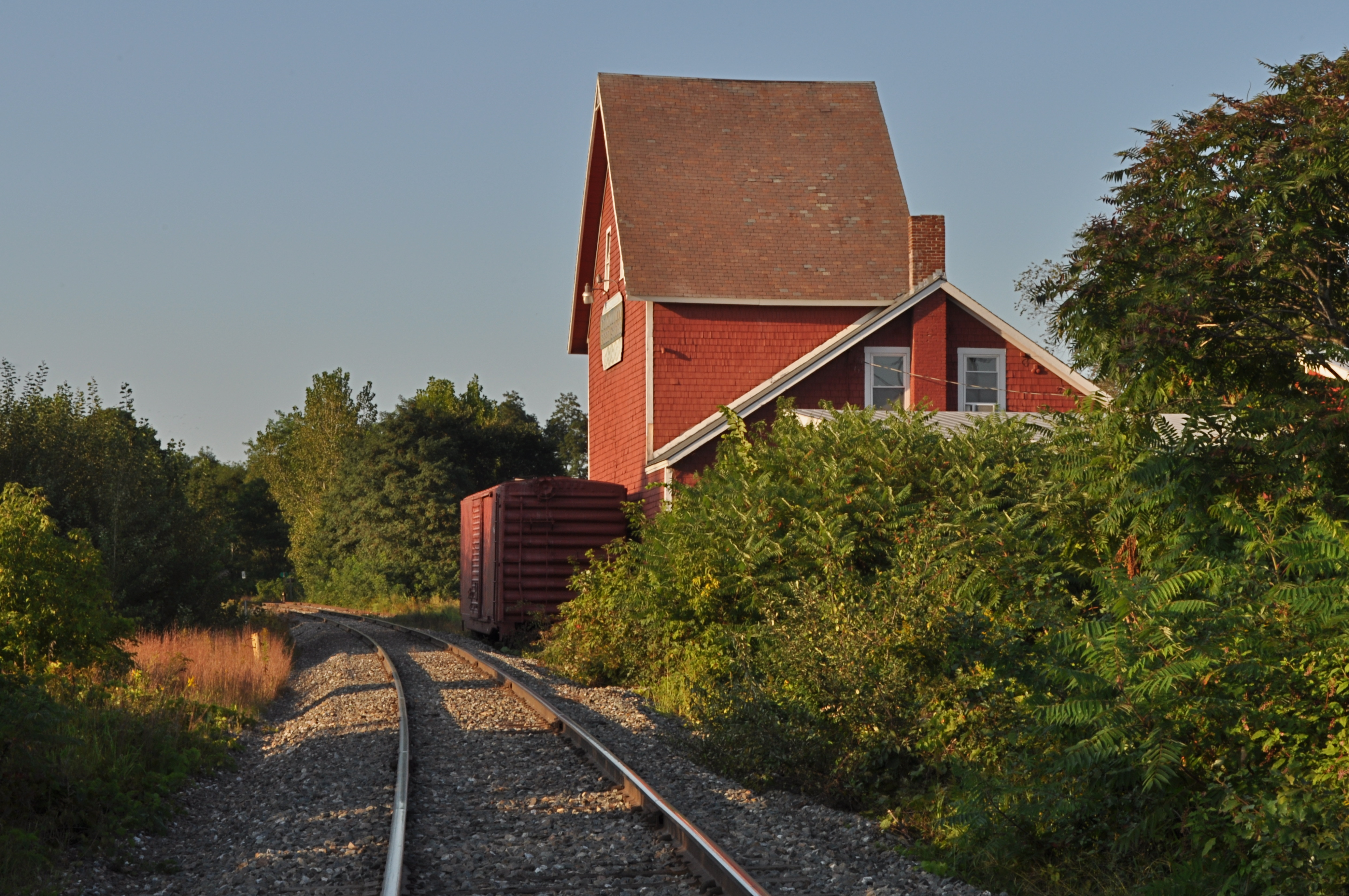
Bahnstrecke in Westminster

Nach diesen Ereignissen lief die Geschichte der Gemeinde wesentlich ruhiger ab. 1851 erreichte die Bahnstrecke Brattleboro–Windsor den Ort und band ihn mit einem der beiden Bahntunnels Vermonts an den nahegelegenen Eisenbahnknoten Bellows Falls an. Der Personenverkehr an der Station Westminster wurde 1966 aufgegeben und seither nicht wieder aufgenommen.

### Einwohnerentwicklung
| Jahr      | 1700  | 1710  | 1720  | 1730  | 1740  | 1750  | 1760  | 1770  | 1780  | 1790  |
| --------- | ----- | ----- | ----- | ----- | ----- | ----- | ----- | ----- | ----- | ----- |
| Einwohner |       |       |       |       |       |       |       |       |       | 1.601 |
| Jahr      | 1800  | 1810  | 1820  | 1830  | 1840  | 1850  | 1860  | 1870  | 1880  | 1890  |
| Einwohner | 1.942 | 1.925 | 1.974 | 1.737 | 1.546 | 1.721 | 1.300 | 1.238 | 1.377 | 1.265 |
| Jahr      | 1900  | 1910  | 1920  | 1930  | 1940  | 1950  | 1960  | 1970  | 1980  | 1990  |
| Einwohner | 1.295 | 1.327 | 1.289 | 1.324 | 1.403 | 1.400 | 1.602 | 1.875 | 2.493 | 3.026 |
| Jahr      | 2000  | 2010  | 2020  | 2030  | 2040  | 2050  | 2060  | 2070  | 2080  | 2090  |
| Einwohner | 3.210 | 3.178 | 3.016 |       |       |       |       |       |       |       |

## Wirtschaft und Infrastruktur

### Verkehr
Die Interstate 91 führt in nordsüdlicher Richtung entlang der westlichen Grenze der Town. Ihrem Verlauf folgt der U.S. Highway 5 von Rockingham im Norden nach Putney im Süden. Eine Amtrak Station befindet sich in Bellows Falls.

### Öffentliche Einrichtungen
Das Rockingham Memorial Hospital befindet sich in Bellows Falls und ist für die Umgebung das zuständige Krankenhaus.

### Bildung
Westminster gehört zur Windham Southeast Supervisory Union. In Westminster befindet sich die Westminster Center School mit Schulklassen vom Kindergarten bis zur sechsten Klasse.
In Westminster gibt es zwei öffentliche Büchereien. Die Butterfield Library am U.S. Highway 5 wird durch Ehrenamtliche des Westminster Board of Trustees geführt. Des Weiteren gibt es die Westminster West Public Library an der Westminster West Road. Sie wurde 1870 gegründet.

## Persönlichkeiten

### Söhne und Töchter der Stadt
- William Czar Bradley (1782–1867), Politiker und Abgeordneter im US-Repräsentantenhaus
- George Edward Wales (1792–1860), Politiker und Abgeordneter im US-Repräsentantenhaus
- Edmund Burke (1809–1882), Politiker und Abgeordneter im US-Repräsentantenhaus
- Tara Correa-McMullen (1989–2005), Schauspielerin

### Persönlichkeiten, die vor Ort gewirkt haben
- Stephen R. Bradley (1754–1830), Politiker und Senator
- Mark Richards (1760–1844), Politiker und Abgeordneter im US-Repräsentantenhaus